# Ivchenko-Progress
Ivchenko-Progress ZMKB (em ucraniano:  Запорізьке машинобудівне конструкторське бюро «Прогрес» ім. О.Г.Івченка, Empresa Estatal de Desenhos de Máquinas de Zaporizhia nomeada em honra ao acadêmico O.H.Ivchenko), anteriormente OKB-478 e Ivchenko Lotarev, é uma empresa estatal de projetos para Motor aeronáutico em Zaporizhzhya, Ucrânia, do qual produtos foram utilizados em larga estala em ambas aeronaves civis e militares, mais notavelmente pelas empresas Antonov, Beriev, Ilyushin, Tupolev, Mil e Yakovlev. Além delas, a PZL-Mielec também usou o motor Progress em uma de suas aeronaves agrícolas. Tanto a maior aeronave do mundo, o An 225 e o maior helicóptero, Mi-26, utilizam motores Lotarev. A fábrica é administrada pela Indústria de Defesa Ucraniana (em ucraniano:  Укроборонпром, Ukroboronprom) e pelo Ministério de Política Industrial.

## História
A companhia tem se envolvido por mais de 60 anos no projeto de motores para serem utilizados em aeronaves e helicópteros de vários tipos, e também projeta equipamentos especiais para aplicações industriais.
Três projetistas notáveis que lideraram os projetos durante este período foram:
- 1945–1968: Oleksandr Heorhiovych Ivchenko (em ucraniano:  Олександр Георгійович Івченко)
- 1968–1989: Volodymyr Oleksiyovych Lotaryev (em ucraniano:  Володимир Олексійович Лотарєв);
- 1989-2010: Fedir Mykhailovych Muravchenko (em ucraniano:  Федір Михайлович Муравченко)
- 2010-: Ihor Fedorovych Kravchenko (em ucraniano:  Ігор Федорович Кравченко)

Inicialmente, o General Oleksandr Ivchenko desenvolveu motores à pistão. O trabalho com seu primeiro motor à turbina, o TS-12, iniciou em 1953. Desde o início da década de 1960 a companhia vem desenvolvendo também turbinas à gás. Sob a direção de Volodymyr Lotarev, a organização desenvolveu o primeiro Turbofan high-bypass operacional Soviético, o Lotarev D-36 em 1971.
Esta organização é conhecida como Ivchenko-Progress ZMKB e tem sede na Ucrânia. Seus motores têm sido operado com sucesso por inúmeras empresas aéreas ao redor do mundo, incluindo a Volga-Dnepr, Antonov Airlines, Enimex, e Polet.
Em Janeiro de 2015, a Diamond Aircraft, da Áustria anunciou o primeiro voo do Diamond DA50-JP7 motorizado por um motor Turboélice de 465 hp AI-450S, desenvolvida pela Ucraniana Motor Sich JSC e Ivchenko Progress 

## Produção
Fiel à tradição Soviética, o projeto é mantido separado da produção. Muitos dos projetos da companhia eram ou são produzidos na fábrica da Motor Sich, localizado no Aeroporto de Zaporizhzhya.

## Propriedades Relacionadas

### Zaporizhia Oblast
- Sanatório "Slavutych" em Andriivka (municipalidade rural em Mykhailivka, Vilnyansk Raion)
- Resorte de Praia "Perl" próximo a Prymorsk

## Produtos

### Turbofans
- Ivchenko AI-25
- Lotarev DV-2
- Progress AI-22
- Progress AI-222

### High-bypassturbofans
- Lotarev / Progress D-18T
- Lotarev D-36
- Progress D-436

### Propfans
- Progress D-27

### Turboélices
- Ivchenko AI-20
- Ivchenko AI-24

### Turboshafts
- Lotarev D-136

### Motores a Pistão
- Ivchenko AI-4
- Ivchenko AI-14
- Ivchenko AI-26

## Ligações Externas
- Ivchenko-Progress homepage
- https://web.archive.org/web/20101206002205/http://www.zmkb.com/
- http://www.janes.com/articles/Janes-Aircraft-Component-Manufacturers/Ivchenko-Progress-ZMKB-Ukraine.html Ivchenko Progress ZMKB at janes.com